# یاکالامولا
یاکالامولا (به لاتین: Yakkalamulla) یک منطقهٔ مسکونی در سری‌لانکا است که در ناحیه گاله واقع شده‌است.